# Michelle Bachelet

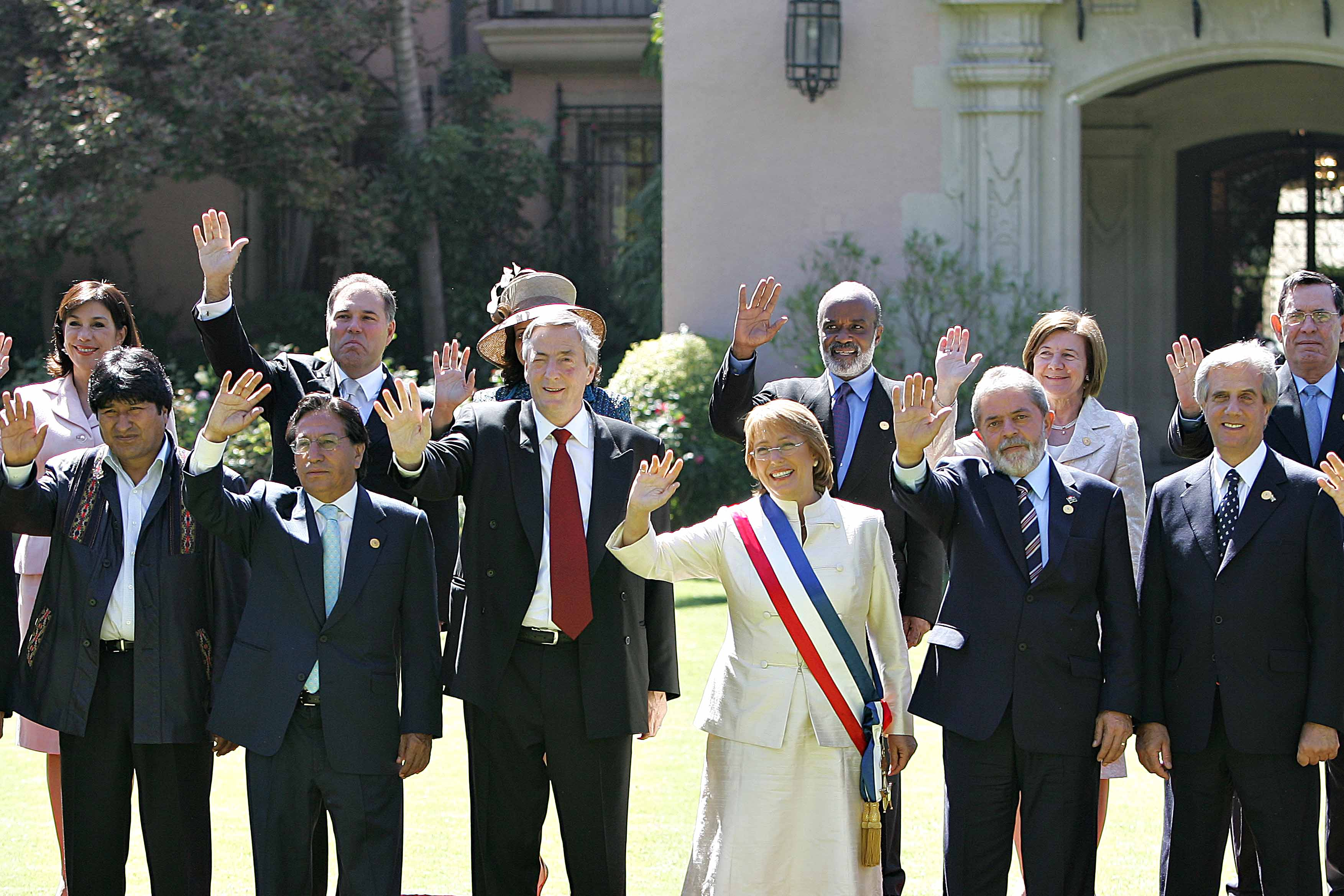
Michelle Bachelet met een aantal andere staatshoofden bij haar eerste ambtsaanvaarding in 2006

Verónica Michelle Bachelet Jeria /βeˈɾonika miˈtʃɛl batʃˈlet ˈçeɾja/ (Santiago, 29 september 1951) is een Chileens politicus en voormalig president van Chili. Ze bekleedde het presidentiële ambt van 2006 tot 2010 en van 2014 tot 2018. Bachelet is tot op heden de enige vrouwelijke president in de geschiedenis van Chili. Van september 2018 tot en met augustus 2022 was ze de  hoge commissaris voor de Mensenrechten van de Verenigde Naties.

## Politieke loopbaan
Bachelet staat te boek als gematigd socialistisch politica. Als kandidaat van de Partido Socialista de Chile won zij eind 2005 de presidentsverkiezingen in Chili met 53,5% van de stemmen. In voorgaande regeringen was zij minister van Volksgezondheid (in 2000) en van Landsverdediging (in 2002). In 1996 haalde Bachelet bij gemeenteraadsverkiezingen in de hoofdstad Santiago nochtans slechts 2,35%. Al in 1970 voerde ze actie bij de socialistische jeugd.
Het eerste kabinet van Bachelet, dat regeerde tussen 2006 en 2010, bestond uit tien mannen en tien vrouwen. Als president verwierf Bachelet een grote populariteit in Chili, maar aangezien de Chileense grondwet een tweede aaneengesloten regeertermijn voor presidenten verbiedt, mocht zij niet meedoen aan de presidentsverkiezingen van 2009-2010. De winnaar van deze verkiezingen, de liberaal Sebastián Piñera, volgde Bachelet als president op in maart 2010.
Na haar presidentschap werd Bachelet directeur bij het nieuwe VN-orgaan UN Women.
Eind maart 2013 maakte Bachelet bekend dat ze zich kandidaat stelde voor een tweede termijn als president van Chili. Na een maandenlange campagne werd zij op 15 december 2013 in de tweede ronde opnieuw verkozen tot presidente. Haar tweede regeertermijn begon op 11 maart 2014 en eindigde vier jaar later, op 11 maart 2018. Ze werd wederom opgevolgd door Sebastián Piñera.
Begin augustus 2018 werd bekend dat Michelle Bachelet de functie van hoge commissaris voor de Mensenrechten van de Verenigde Naties over zou nemen van de Jordaniër Zeid Ra'ad Al Hussein, met ingang van 1 september 2018. Op vrijdag 10 augustus 2018 werd door de Algemene Vergadering van de Verenigde Naties unaniem ingestemd met haar benoeming, nadat de secretaris-generaal António Guterres haar had voorgedragen. In 2022 stelde ze zich niet beschikbaar voor een tweede termijn.

## Achtergrond
Bachelets vader Alberto was generaal in de Chileense luchtmacht en werkte onder Allende aan de voedselbevoorrading. Bij de staatsgreep van 11 september 1973 van Pinochet werd hij gevangengezet en hij overleed op 12 maart 1974. In 1975 werden Bachelet en haar moeder het land uitgezet. Zij vestigden zich in de DDR, waar Bachelet haar studie geneeskunde voortzette aan de Humboldt-Universiteit. In 1979 keerde zij naar Chili terug. Na het herstel van de democratie in 1990 ging zij aan de slag op het ministerie van Volksgezondheid.
Bachelet is gescheiden en moeder van drie kinderen. Zij spreekt verscheidene talen: Engels, Duits, Portugees en Frans naast haar moedertaal Spaans. Ze beschouwt zichzelf als agnost.